# Hermies
Hermies là một xã ở tỉnh Pas-de-Calais ở vùng Hauts-de-France, Pháp.

## Dân số
| 1962                                                          | 1968 | 1975 | 1982 | 1990 | 1999 | 2006 |
| ------------------------------------------------------------- | ---- | ---- | ---- | ---- | ---- | ---- |
| 1214                                                          | 1287 | 1263 | 1189 | 1138 | 1130 | 1169 |
| Census count starting from 196: Population without duplicates |      |      |      |      |      |      |